# Golfpokal 2019
Der 24. Golfpokal, ein Fußballwettbewerb zwischen den arabischen Anrainerstaaten des persischen Golfes, fand vom 26. November bis 8. Dezember 2019 in Katar statt. Insgesamt nahmen acht Mannschaften teil.
Erstmals sicherte sich Bahrain den Titelgewinn bei dem Turnier. Im Finale besiegte die Mannschaft Saudi-Arabien mit 1:0.

## Spielstätten
| ar-Rayyan                     | al-Wakra          | Doha                         |
| ----------------------------- | ----------------- | ---------------------------- |
| Khalifa International Stadium | al-Janoub Stadium | Abdullah-bin-Khalifa-Stadion |
| Kapazität: 40.000             | Kapazität: 40.000 | Kapazität: 12.000            |

## Teilnehmer
An der Endrunde nahmen folgende acht Mannschaften teil:
| - Irak - Bahrain - Katar (als Gastgeber) - Oman (als Titelverteidiger) | - Kuwait - Saudi-Arabien - Vereinigte Arabische Emirate - Jemen |

## Modus
Die acht Mannschaften wurden in zwei Gruppen mit jeweils vier Mannschaften eingeteilt. Die beiden Gruppenersten und -zweiten qualifizierten sich für die nächste Runde. Anschließend wurde im K.-o.-System gespielt.

## Spielergebnisse

### Gruppe A
| Pl. | Land   | Sp. | S | U | N | Tore    | Diff. | Punkte |
| --- | ------ | --- | - | - | - | ------- | ----- | ------ |
| 1.  | Irak   | 3   | 2 | 1 | 0 | 004:100 | +3    | 07     |
| 2.  | Katar  | 3   | 2 | 0 | 1 | 011:400 | +7    | 06     |
| 3.  | V.A.E. | 3   | 1 | 0 | 2 | 005:600 | −1    | 03     |
| 4.  | Jemen  | 3   | 0 | 1 | 2 | 000:900 | −9    | 01     |

|                                |   |        |           |
| 26. November 2019 um 19:30 Uhr |   |        |           |
| Katar                          | – | Irak   | 1:2 (0:2) |
| 26. November 2019 um 21:30 Uhr |   |        |           |
| V.A.E.                         | – | Jemen  | 3:0 (2:0) |
| 29. November 2019 um 17:30 Uhr |   |        |           |
| V.A.E.                         | – | Irak   | 0:2 (0:2) |
| 29. November 2019 um 20:00 Uhr |   |        |           |
| Jemen                          | – | Katar  | 0:6 (0:2) |
| 2. Dezember 2019 um 17:30 Uhr  |   |        |           |
| Katar                          | – | V.A.E. | 4:2 (2:1) |
| Jemen                          | – | Irak   | 0:0       |

### Gruppe B
| Pl. | Land          | Sp. | S | U | N | Tore    | Diff. | Punkte |
| --- | ------------- | --- | - | - | - | ------- | ----- | ------ |
| 1.  | Saudi-Arabien | 3   | 2 | 0 | 1 | 006:400 | +2    | 06     |
| 2.  | Bahrain       | 3   | 1 | 1 | 1 | 004:400 | ±0    | 04     |
| 3.  | Oman          | 3   | 1 | 1 | 1 | 003:400 | −1    | 04     |
| 4.  | Kuwait        | 3   | 1 | 0 | 2 | 006:700 | −1    | 03     |

|                                |   |               |           |
| 27. November 2019 um 17:30 Uhr |   |               |           |
| Oman                           | – | Bahrain       | 0:0       |
| 27. November 2019 um 20:00 Uhr |   |               |           |
| Saudi-Arabien                  | – | Kuwait        | 1:3 (0:2) |
| 30. November 2019 um 17:30 Uhr |   |               |           |
| Kuwait                         | – | Oman          | 1:2 (0:2) |
| 30. November 2019 um 20:00 Uhr |   |               |           |
| Bahrain                        | – | Saudi-Arabien | 0:2 (0:1) |
| 2. Dezember 2019 um 20:00 Uhr  |   |               |           |
| Kuwait                         | – | Bahrain       | 2:4 (0:1) |
| Oman                           | – | Saudi-Arabien | 1:3 (0:1) |

## Finalrunde

### Halbfinale
|                                                  |   |         |                            |
| 5. Dezember 2019 im Abdullah-bin-Khalifa-Stadion |   |         |                            |
| Irak                                             | – | Bahrain | 2:2 (2:2) n. V., 3:5 i. E. |
| 5. Dezember 2019 im al-Janoub Stadium            |   |         |                            |
| Saudi-Arabien                                    | – | Katar   | 1:0 (1:0)                  |

- Schiedsrichter:  Ryūji Satō und  Ahmad al-Ali

### Finale
| Bahrain                                                 | Bahrain | Saudi-Arabien | Saudi-Arabien |
| ------------------------------------------------------- | --- | --- | ------------- |
| Bahrain                                                 | \| Finale \| \| 8. Dezember 2019 in Doha (Abdullah-bin-Khalifa-Stadion) \| \| Ergebnis: 1:0 (0:0) \| \| Schiedsrichter: Lionel Tschudi ( Schweiz) \| \| Spielbericht \| | \| Finale \| \| 8. Dezember 2019 in Doha (Abdullah-bin-Khalifa-Stadion) \| \| Ergebnis: 1:0 (0:0) \| \| Schiedsrichter: Lionel Tschudi ( Schweiz) \| \| Spielbericht \| | Saudi-Arabien |
| Bahrain                                                 | Sayed Jaffer – Sayed Baqer, Ahmed Nabeel, Sayed Redha Isa (90. Mohamed Adel), Rashed al-Hooti (82. Waleed al-Hayam) – Ali Madan (63. Thiago Augusto), Kamil al-Aswad, Ali Haram, Jasim al-Shaikh, Mahdi al-Humaidan – Mohamed al-Romaihi Cheftrainer: Hélio Sousa ( Portugal) | Fawaz al-Qarni – Sultan al-Ghannam, Ziyad al-Sahafi, Mohammed al-Khabrani (46. Talal al-Absi), Yasser al-Shahrani – Abdullah Otayf (72. Abdulfattah Asiri), Abdulellah al-Malki (86. Mohamed Kanno) – Firas al-Buraikan, Salman al-Faraj, Salem al-Dawsari – Abdullah al-Hamdan Cheftrainer: Hervé Renard ( Frankreich) | Saudi-Arabien |
| Bahrain                                                 | 1:0 al-Romaihi (69.) | | Saudi-Arabien |
| Bahrain                                                 | Nabeel (28.), Baqer (51.), Augusto (70.) | al-Ghannam (4.), Asiri (73.) | Saudi-Arabien |
| Bahrain                                                 | al-Faraj (12.) | | Saudi-Arabien |
| Finale                                                  | | |               |
| 8. Dezember 2019 in Doha (Abdullah-bin-Khalifa-Stadion) | | |               |
| Ergebnis: 1:0 (0:0)                                     | | |               |
| Schiedsrichter: Lionel Tschudi ( Schweiz)               | | |               |
| Spielbericht                                            | | |               |

## Schiedsrichter
Hauptschiedsrichter
- Ammar Ebrahim Mahfoodh
- Ali Abdulnabi al-Samaheeji
- Alexandre Boucaut
- Khamis al-Marri
- Ali Shaban
- Ahmad al-Ali
- Abdullah Jamali
- Mohanad Qasim Sarray
- Ali Sabah
- Ryūji Satō
- Ahmed al-Kaf
- Omar al-Yaqoubi
- Lionel Tschudi
- Mohammed Abdullah Hassan Mohammed
- Ammar al-Jeneibi

Schiedsrichterassistenten
- Yaser Tulefat
- Salah Abdulaziz Janahi
- Karel De Rocker
- Florian Lemaire
- Ramzan Saeed al-Naemi
- Mohammad Dharman
- Abbas Gholoum
- Humoud al-Sahli
- Hayder Ubaydee
- Maytham al-Gburi
- Akane Yagi
- Osamu Nonura
- Abu Bakar al-Amri
- Saif al-Ghafri
- Jan Köbeli
- Mohamed Ahmed al-Hammadi
- Hasan Mohamed al-Mahri